# (2617) Jiangxi
(2617) Jiangxi – planetoida z pasa głównego asteroid okrążająca Słońce w ciągu 5 lat i 243 dni w średniej odległości 3,18 j.a. Została odkryta 26 listopada 1975 roku w Obserwatorium Astronomicznym Zijinshan w Nankinie. Nazwa planetoidy pochodzi od Jiangxi, prowincji w Chinach. Przed nadaniem nazwy planetoida nosiła oznaczenie tymczasowe (2617) 1975 WO1.